# Bergsund

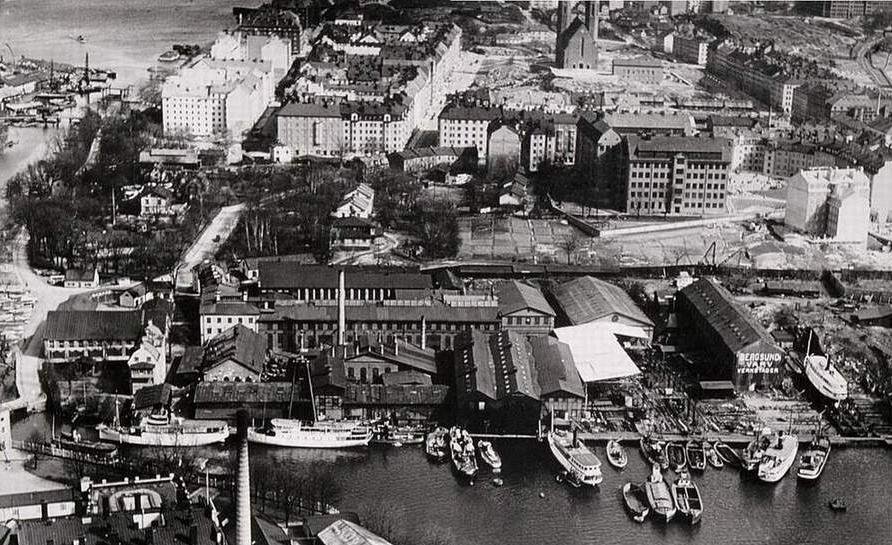
Bergsundsområdet på 1920-talet.

Bergsund är ett informellt område på västra Södermalm i Stockholms innerstad vid bron över till Reimersholme. Det omfattar det område som fram till 1929 var platsen för Bergsunds Mekaniska Verkstad. Sedan verksamheten på fabriksområdet avvecklats bebyggdes det med bostäder.

## Historik

### Klädesfabrik och grytgjuteri

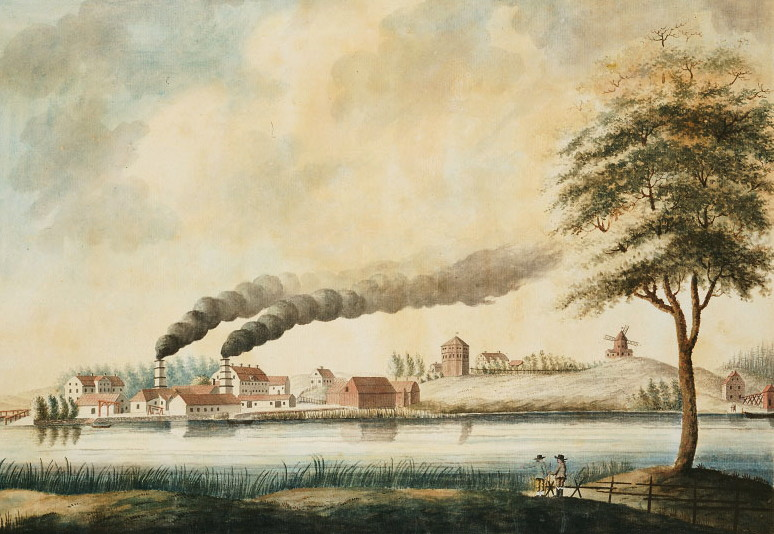
"Utsigt af Bergsund 1796".

I början av 1700-talet fanns här en klädesfabrik, anlagd av Mårten Lindman. Klädesfabriken sysselsatte 1795 en överskärare, en klädmakare, fem gesäller, 17 arbetshustrur och 10 arbetspigor. Arbetsstyrkan minskade dock med allt sämre tider och fabriken brann ned våren 1713. Lindman dog 1729 och i bouppteckningen fanns inget annat att redovisa än den avbrända tomten och ”en därå kvarstående förfallen träbyggning”. Namnet Bergsund möter vi första gången på en karta från 1738 över ägaren Margareta Schröders ”Malmgård Bergsund kallad På Södermalm uti quarteret Tobaksspinnaren”. Margareta Schröder var klädesfabrikören Lindmans änka.

### Thomas Lewis anlägger grytgjuteri
Området ropades in på bancoauktion av skotten Robert Finlay 1765 och såldes sedan vidare till hans landsman Thomas Lewis år 1769 för 60 000 daler kopparmynt. Lewis anlade ett grytgjuteri, Bergsunds gjuteri, vid den del av Bergsunds strand som ligger närmast bron till Reimersholme. Lewis hade först arbetat vid Canons järngjuteri i Skottland och sedan kallats till Göteborg för att anlägga ett grytgjuteri där 1766. Två år senare tog han sig till Stockholm och ansökte 5 januari 1769 hos bergskollegium om att få anlägga ett järngjuteri "på engelska sättet" med den helt nya tekniken reverberugn. Redan vid slutet av åren annonserar han i Stockholms Posttidning om sina tjänster beträffande "allehanda uti järn gjutne saker". I mantalslängden omnämns området år 1770 som "hans hus Berg och Sund kallade". Omkring 1790 omnämns ”Gryt-Gjuteriets Ägor, Berg Sund Kallade” i Stadsingenjörskontorets figurbok.

### Grosshandlare Asplund tar över
Thomas Lewis dog 1783 och året efter försattes boet i konkurs. I maj 1784 såldes Bergsund till superkargören Jacob Hahr och grosshandlare Daniel Asplund för 9 000 riksdaler specie. På hösten samma år säljer Hahr sin del till Asplund. Daniel Asplund var född 1749 i Ångermanland. Som nittonåring hade han kommit till Stockholm med två tomma händer och blivit grosshandlare 1781. Han grundade stärkelsebruk, blekeri, färgeri och sliperi för fasetterade stålarbeten på Bergsund. Med maskiner som tillverkats på Bergsund startade han också en klädesfabrik vid Tvetaberg utanför Södertälje. Han byggde bostad för arbetarna vid Bergsund och inrättade en skola för deras barn 1793. Efter sin död 1804 efterträddes han av G. D. Wilcke, som anställde engelsmannen Samuel Owen som verkmästare.

### Ångmaskiner och skärgårdsbåtar

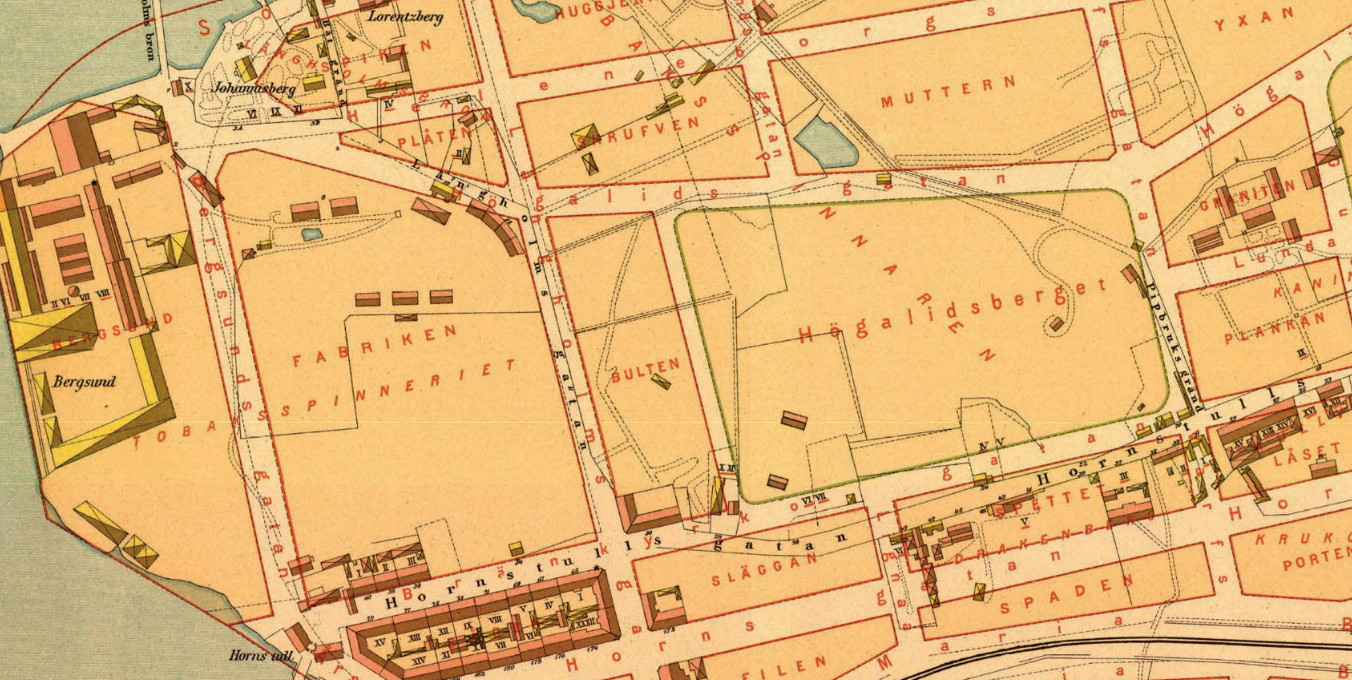
Bergsundsområdet 1885.

I England hade Owen arbetat med att montera ångmaskiner. På Bergsund fick han först till uppgift att utveckla företagets gjutteknik. Under Owens ledning tillverkade sedan Bergsunds gjuteri 1807 den första ångmaskin som byggts i Sverige. I mitten av 1800-talet blev Anton Wilhelm Frestadius ledare för verksamheten. Man började tillverka skärgårdsbåtar 1851. År 1860 hade man över 500 arbetare. År 1870 ombildades gjuteriet till ett aktiebolag, Bergsunds Mekaniska Verkstads AB, och bolaget utvecklades nu så snabbt inom sin huvudbransch ångfartygstillverkning att det blev störst i Sverige inom området.

### Lindvall och den isbrytande stäven
Under Karl August Lindvalls (1829–1918) tid som överingenjör och chef åren 1875–1890 rådde högkonjunktur inom sjöfartsnäringen. Lindvall var en skicklig företagsledare och konstruktör och utvecklade bland annat en isbrytande stäv. Gustavsbergsbolaget och Waxholmsbolaget byggde sedan denna stäv på var sin skärgårdsbåt, vilket gjorde att de kunde upprätthålla båttrafiken året runt. Brobyggen var också en specialitet för Bergsund. Sammanlagt levererades omkring 800 järnvägs- och landsvägsbroar. 

### Nedläggning och bostadsbyggande
År 1902 hade Bergsunds Mekaniska Verkstad 1075 anställda och invid fabriken fanns en mängd bostäder för tjänstemän och arbetare. Företaget fick på 1920-talet problem med lönsamheten och lade efter en konkurs och en rekonstruktion slutligen ner sin verksamhet 1929, då hela verkstadsområdet började rivas. 1928 levererade man den nya Liljeholmsbron. En av de sista leveranserna var isbrytaren Västervik i december 1929. Det stora tomtområdet såldes och man började bygga flerfamiljshus i Bergsundsområdet. Många gator i området påminner om den gamla verksamheten i området, såsom Bergsunds strand, Slipgatan, Lindvallsplan och huvudgatan i området Verkstadsgatan.

## Fotnoter
1. ↑  Mårten Lindman fick privilegium på vant- och klädesmakeri den 9 december 1702 (Stockholms Stads Historia från stadens anläggning till närwarande tid, utgiven av Nils Lundequist på Zacharias Hæggströms förlag)